# 哥倫比亞巴蘭基亞聖殿
哥伦比亚巴蘭基亞圣殿（Templo de Barranquilla Colombia）是耶稣基督后期圣徒教会的第161座圣殿，位于哥伦比亚巴兰基亚。哥伦比亚巴蘭基亞圣殿在2016年动工，2018年11月3日至24日对公众开放参观，并在2018年12月9日奉献。圣殿面积24,000平方英尺（2,230平方米）。